# Агафонов Валеріан Костянтинович
Агафонов Валеріан Костянтинович (31 липня 1863 — 27 січня 1955) — російський геолог і ґрунтознавець, популяризатор природознавства, професор Таврійського університету (м. Сімферополь), з 1922 професор Сорбонни (Париж).
У 1889 закінчив Петербурзький університет, де головним чином і працював. Учень В. В. Докучаєва, однокурсник та близький друг В. І. Вернадського, з яким працював в експедиції В. В. Докучаєва у Полтавській губернії. В складі Полтавської експедиції В. В. Докучаєва досліджував ґрунти Прилуцького повіту, брав участь у багатотомному виданні матеріалів до оцінки земель Прилуцького повіту Полтавської губернії В. В. Докучаєва
Дав геологічний опис Прилуччини і Миргородщини (у виданні «Материалы к оценке земель Полтавской губернии», 1892—1894), склав ґрунтову карту Полтавщини (1893). У 1902 отримав премію ім. графа Д. А. Толстого Петербурзької АН за комплексне вивчення земель Полтавської губернії.
У зв'язку з участю в революційних подіях у 1906 емігрував, спочатку до Женеви, а згодом у Париж. Працював у різних науково-дослідних інститутах Франції (до 1917), викладав у Паризькому університеті мінералогію, ґрунтознавство.
Повернувся з еміграції в 1917 до Петрограда, коли В. І. Вернадський став товаришем міністра освіти при Тимчасовому уряді, працював у Вченому сільськогосподарському комітеті при Міністерстві землеробства Росії, одночасно в Комісії з вивчення природних виробничих сил (КЕПС), з напряму ґрунтознавства. В 1920 переїздить до Криму та бере участь в діяльності Комісії з вивчення ґрунтів Криму, був професором університету в Сімферополі.
В жовтні 1920 повернувся до Франції. Досліджував територію Франції та Північної Африки, склав першу ґрунтово-генетичну карту Франції у масштабі 1:25 млн (1936).
Завдяки В. К. Агафонову В. І. Вернадський отримав перший грант Фонду Розенталя на дослідження живої речовини.
У 1936 вийшла його головна праця французькою мовою «Почвы Франции с точки зрения почвоведения» (Париж, 1936), присвячена В. В. Докучаєву. Залишив праці про В. І. Вернадського.